# Hans Staal Lützen
Hans Staal Lützen (født 31. maj 1774 på Ringstedgaard, død 28. december 1851) var en dansk officer.
Forældrene var revisor i Rentekammeret Søren Lützen og Magdalene Sophie født Staal. Han blev volontær kadet i Flåden i 1784, kadet 1787, 1794 sekondløjtnant og 1799 premierløjtnant. Han deltog med blokskibet Dannebrog i slaget på Reden 1801 og modtog 2. april 1802 Erindringsmedaljen for Slaget på Reden
Tidligt blev han adjudant hos kronprinsen (Frederik VI), der 1807 fik ham afskediget af Marinen, men samtidig udnævnt til premierløjtnant i Slesvigske Rytterregiment fra 1805 og til ritmester fra 1807. Han forblev hos kronprinsen og ledede efter kampen ved Køge 1807 troppetransporterne fra Femern til Lolland. 1808 blev han ansat i Generalstaben, og her avancerede han 1809 til major, 1816 til oberstløjtnant og 1826 til oberst. Et halvt år senere blev han, uden nogen sinde at have forrettet tjeneste i geleddet, inspektør over kavaleriet, 1826 kammerherre, 1. november 1828 Kommandør af Dannebrog (før det var han 27. januar 1815 blevet Ridder af Dannebrog og 16. maj 1825 Dannebrogsmand). Han blev afskediget 1831 og blev da kommandant i Nyborg; fik 1840 generalmajors titel. Kort efter Krigsministeriets oprettelse 1848 blev han afskediget som kommandant. Han døde 28. december 1851. Gift med Marie Laurentia født Habersdorff (døbt i Bergen 15. marts 1773, død 23. september 1808), datter af sorenskriver Johannes Habersdorff og Anna Sophie født Hassing.
Lützen er gengivet i et posthumt portrætmaleri fra 1853 af Carl Fiebig (Det Nationalhistoriske Museum på Frederiksborg Slot).